# Marele Buenos Aires
Marele Buenos Aires (Gran Buenos Aires, GBA, în spaniolă) este denumirea generică prin care se face referire la megalopolisul care cuprinde orașul autonom Buenos Aires și conurbația din jurul lui, din provincia Buenos Aires și anume 24 de districte ale provinciei Buenos Aires adiacente sau municipii, care totuși nu constituie o singură unitate administrativă. Conurbație se extinde la sud, vest și nord de Buenos Aires, la est Río de la Plata servește ca graniță naturală.
Extinderea urbană, în special între 1945 și 1980, a creat o vastă conurbație de 9.910.282 de locuitori în 24 de conurbații  în 2010 și un total de 13.028.000 incluzând orașul Buenos Aires, o treime din populația totală a Argentinei.

## Definiție

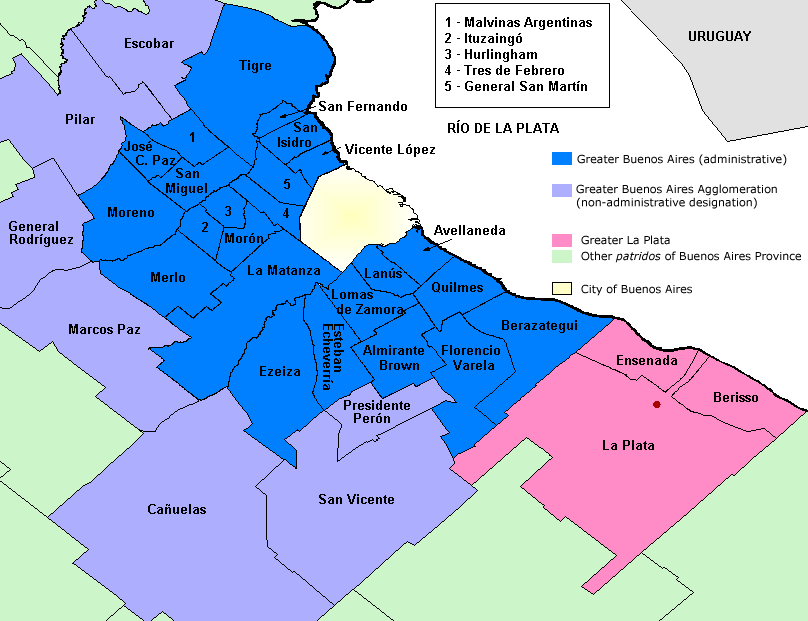
Marele Buenos Aires

Institutul Național de Statistică și Recensământ(Instituto Nacional de Estadística y Censos), INDEC, a definit Marele Buenos Aires. Sunt trei grupe principale în cadrul Conurbației Buenos Aires. Primele două grupe (24 de Districte ale provinciei Buenos Aires), care cuprind conurbația tradițională sau propriu-zisă. A treia grupă de șase districte este în proces de a deveni în totalitate integrată cu restul.
| Paisprezece districte complet urbanizate - Avellaneda - General San Martín - Hurlingham - Ituzaingó - José C. Paz - Lanús - Lomas de Zamora - Malvinas Argentinas - Morón - Quilmes - San Isidro - San Miguel - Tres de Febrero - Vicente López | Zece districte parțial urbanizate - Almirante Brown - Berazategui - Esteban Echeverría - Ezeiza - Florencio Varela - La Matanza - Merlo - Moreno - San Fernando - Tigre | Șase districte care nu sunt încă conurbații - Escobar - General Rodríguez - Marcos Paz - Pilar - Presidente Perón - San Vicente |

## Listă de orașe în Marele Buenos Aires

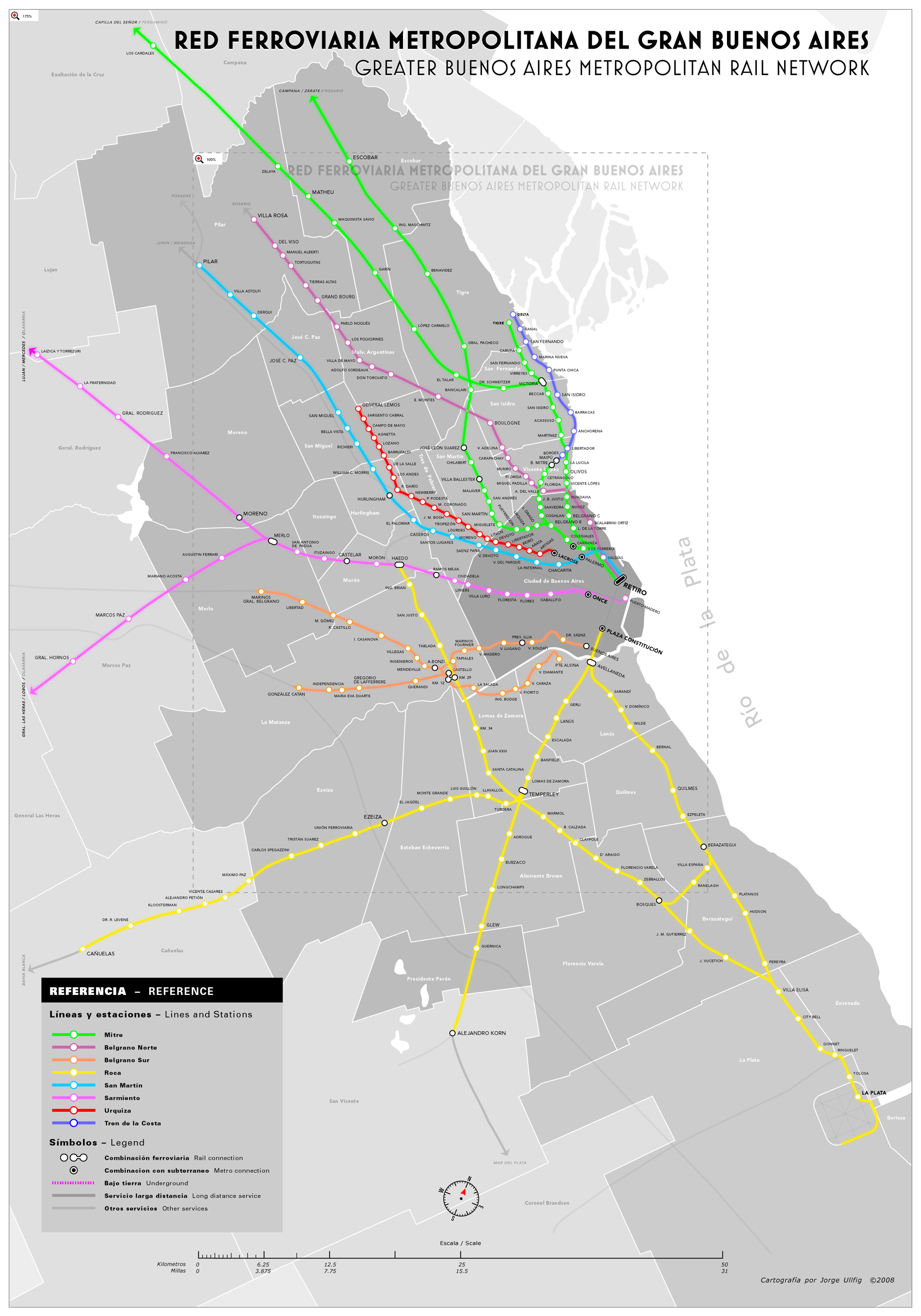
Greater Buenos Aires Metropolitan Rail Network

| Locul | Oraș                  | Provincie              | Districte                       | 2001 Recensământ (INDEC) |
| ----- | --------------------- | ---------------------- | ------------------------------- | ------------------------ |
| 1     | Buenos Aires          | Buenos Aires           |                                 | 3,050,728                |
| 2     | Merlo                 | Provincia Buenos Aires | Merlo                           | 244168                   |
| 3     | Quilmes               | Provincia Buenos Aires | Quilmes                         | 230810                   |
| 4     | Banfield              | Provincia Buenos Aires | Lomas de Zamora                 | 223.898                  |
| 5     | José C. Paz           | Provincia Buenos Aires | José C. Paz                     | 216.637                  |
| 6     | Lanús                 | Provincia Buenos Aires | Lanús                           | 212.152                  |
| 7     | Gregorio de Laferrère | Provincia Buenos Aires | La Matanza                      | 175.670                  |
| 8     | Hurlingham            | Provincia Buenos Aires | Hurlingham                      | 174.165                  |
| 9     | Berazategui           | Provincia Buenos Aires | Berazategui                     | 167.498                  |
| 10    | González Catán        | Provincia Buenos Aires | La Matanza                      | 163815                   |
| 11    | San Miguel            | Provincia Buenos Aires | San Miguel                      | 157.532                  |
| 12    | Moreno                | Provincia Buenos Aires | Moreno                          | 148.290                  |
| 13    | San Fernando          | Provincia Buenos Aires | San Fernando                    | 145.165                  |
| 14    | Isidro Casanova       | Provincia Buenos Aires | La Matanza                      | 131.981                  |
| 15    | Bernal                | Provincia Buenos Aires | Quilmes                         | 130.790                  |
| 16    | Florencio Varela      | Provincia Buenos Aires | Florencio Varela                | 120.678                  |
| 17    | Avellaneda            | Provincia Buenos Aires | Avellaneda                      | 112.980                  |
| 18    | Lomas de Zamora       | Provincia Buenos Aires | Lomas de Zamora                 | 111.897                  |
| 19    | Temperley             | Provincia Buenos Aires | Lomas de Zamora                 | 111.160                  |
| 20    | Monte Grande          | Provincia Buenos Aires | Esteban Echeverría              | 109.644                  |
| 21    | San Justo             | Provincia Buenos Aires | La Matanza                      | 105.274                  |
| 22    | Ituzaingó             | Provincia Buenos Aires | Ituzaingó                       | 104.712                  |
| 23    | Castelar              | Provincia Buenos Aires | Morón                           | 104.019                  |
| 24    | Rafael Castillo       | Provincia Buenos Aires | La Matanza                      | 103.992                  |
| 25    | Libertad              | Provincia Buenos Aires | Merlo                           | 100.324                  |
| 26    | Ramos Mejía           | Provincia Buenos Aires | La Matanza                      | 97.076                   |
| 27    | Ezeiza                | Provincia Buenos Aires | Ezeiza                          | 93.246                   |
| 28    | Morón                 | Provincia Buenos Aires | Morón                           | 92.725                   |
| 29    | Caseros               | Provincia Buenos Aires | 3 de Febrero                    | 90.313                   |
| 30    | Parque San Martín     | Provincia Buenos Aires | Merlo                           | 89.073                   |
| 31    | Burzaco               | Provincia Buenos Aires | Almirante Brown                 | 86.113                   |
| 32    | Grand Bourg           | Provincia Buenos Aires | Malvinas Argentinas             | 85.189                   |
| 33    | Monte Chingolo        | Provincia Buenos Aires | Lanús                           | 85.060                   |
| 34    | San Francisco Solano  | Provincia Buenos Aires | Quilmes Almirante Brown         | 81.707                   |
| 35    | Remedios de Escalada  | Provincia Buenos Aires | Lanús                           | 81.465                   |
| 36    | Olivos                | Provincia Buenos Aires | Vicente López                   | 75.527                   |
| 37    | El Palomar            | Provincia Buenos Aires | Morón 3 de Feberero             | 74.757                   |
| 38    | Boulogne Sur Mer      | Provincia Buenos Aires | San Isidro                      | 73.496                   |
| 39    | Ciudadela             | Provincia Buenos Aires | 3 de Febrero                    | 73.155                   |
| 40    | Ciudad Evita          | Provincia Buenos Aires | La Matanza                      | 68.650                   |
| 41    | Bella Vista           | Provincia Buenos Aires | San Miguel                      | 67.936                   |
| 42    | Wilde                 | Provincia Buenos Aires | Avellaneda                      | 65.881                   |
| 43    | Martínez              | Provincia Buenos Aires | San Isidro                      | 65.859                   |
| 44    | Don Torcuato          | Provincia Buenos Aires | Tigre                           | 64,867                   |
| 45    | Gerli                 | Provincia Buenos Aires | Avellaneda Lanús                | 64.640                   |
| 46    | Ciudad Jardín         | Provincia Buenos Aires | 3 de Febrero                    | 61.780                   |
| 47    | Sarandí               | Provincia Buenos Aires | Avellaneda                      | 60.752                   |
| 48    | Villa Tesei           | Provincia Buenos Aires | Hurlingham                      | 60.165                   |
| 49    | Florida               | Provincia Buenos Aires | Vicente López                   | 59.844                   |
| 50    | Villa Domínico        | Provincia Buenos Aires | Avellaneda                      | 58.824                   |
| 51    | Béccar                | Provincia Buenos Aires | San Isidro                      | 58.811                   |
| 52    | Glew                  | Provincia Buenos Aires | Almirante Brown                 | 57.878                   |
| 53    | Rafael Calzada        | Provincia Buenos Aires | Almirante Brown                 | 56.419                   |
| 54    | Mariano Acosta        | Provincia Buenos Aires | Merlo                           | 54.081                   |
| 55    | Los Polvorines        | Provincia Buenos Aires | Malvinas Argentinas             | 53.354                   |
| 56    | Lomas del Mirador     | Provincia Buenos Aires | La Matanza                      | 51.488                   |
| 57    | Villa Centenario      | Provincia Buenos Aires | Lomas de Zamora                 | 49.737                   |
| 58    | William Morris        | Provincia Buenos Aires | Hurlingham                      | 48.916                   |
| 59    | San Isidro            | Provincia Buenos Aires | San Isidro                      | 45.190                   |
| 60    | Villa Adelina         | Provincia Buenos Aires | Vicente López                   | 44.587                   |
| 61    | San José              | Provincia Buenos Aires | Lomas de Zamora                 | 44.437                   |
| 62    | Villa de Mayo         | Provincia Buenos Aires | Malvinas Argentinas             | 43.405                   |
| 63    | General Pacheco       | Provincia Buenos Aires | Tigre                           | 43.287                   |
| 64    | Villa Fiorito         | Provincia Buenos Aires | Lomas de Zamora                 | 42.904                   |
| 65    | Paso del Rey          | Provincia Buenos Aires | Moreno                          | 41.775                   |
| 66    | Llavallol             | Provincia Buenos Aires | Lomas de Zamora                 | 41,463                   |
| 67    | Tortuguitas           | Provincia Buenos Aires | Malvinas Argentinas José C. Paz | 41.310                   |
| 68    | Claypole              | Provincia Buenos Aires | Almirante Brown                 | 41.176                   |
| 69    | Valentín Alsina       | Provincia Buenos Aires | Lanús                           | 41.155                   |
| 69    | Virreyes              | Provincia Buenos Aires | San Fernando                    | 39.507                   |
| 70    | Victoria              | Provincia Buenos Aires | San Fernando                    | 39.447                   |
| 71    | Pablo Nogués          | Provincia Buenos Aires | Malvinas Argentinas             | 38.470                   |
| 72    | Haedo                 | Provincia Buenos Aires | Morón                           | 38.068                   |
| 73    | San Antonio de Padua  | Provincia Buenos Aires | Merlo                           | 37.775                   |
| 74    | Munro                 | Provincia Buenos Aires | Vicente López                   | 35.844                   |
| 75    | Villa Ballester       | Provincia Buenos Aires | San Martín                      | 35.301                   |
| 76    | Pontevedra            | Provincia Buenos Aires | Merlo                           | 33.515                   |
| 77    | Villa Udaondo         | Provincia Buenos Aires | Ituzaingó                       | 31.490                   |
| 78    | Tigre                 | Provincia Buenos Aires | Tigre                           | 31.106                   |
| 79    | San Martín            | Provincia Buenos Aires | San Martín                      | 28.339                   |
| 80    | Adrogué               | Provincia Buenos Aires | Almirante Brown                 | 28.265                   |
| 81    | Tristán Suárez        | Provincia Buenos Aires | Ezeiza                          | 27.746                   |
| 82    | Muñiz                 | Provincia Buenos Aires | San Miguel                      | 26.221                   |
| 83    | Villa Martelli        | Provincia Buenos Aires | Vicente López                   | 26.059                   |
| 84    | Villa Bosch           | Provincia Buenos Aires | 3 de Febrero                    | 24.702                   |
| 85    | Villa Maipú           | Provincia Buenos Aires | San Martín                      | 24.447                   |
| 86    | Vicente López         | Provincia Buenos Aires | Vicente López                   | 24,078                   |
| 87    | Billinghurst          | Provincia Buenos Aires | San Martín                      | 19.138                   |
| 88    | Martín Coronado       | Provincia Buenos Aires | 3 de Febrero                    | 19.121                   |
| 89    | Villa Sarmiento       | Provincia Buenos Aires | Morón                           | 17.737                   |

## Galerie

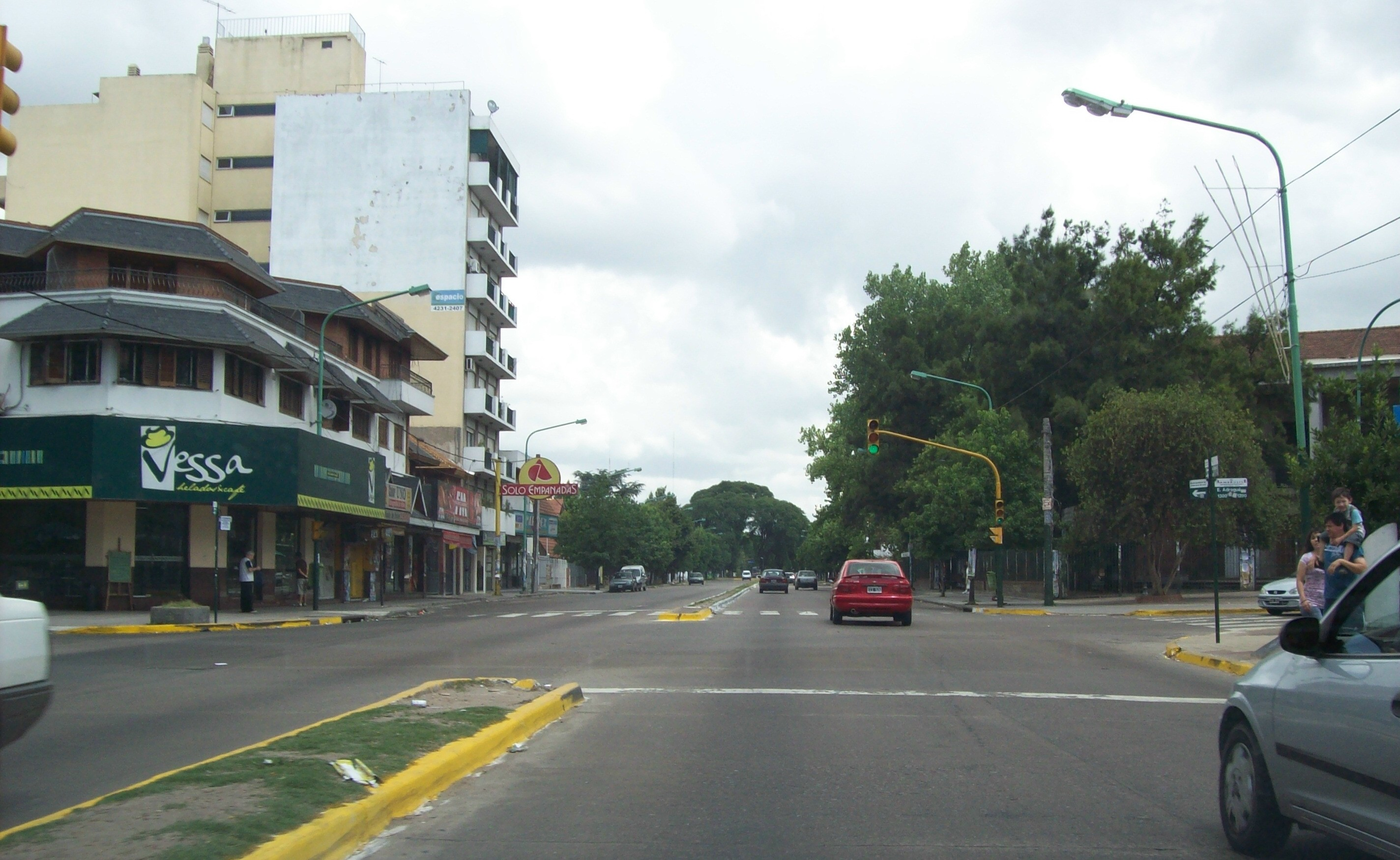
Adrogué (Almirante Brown partido).
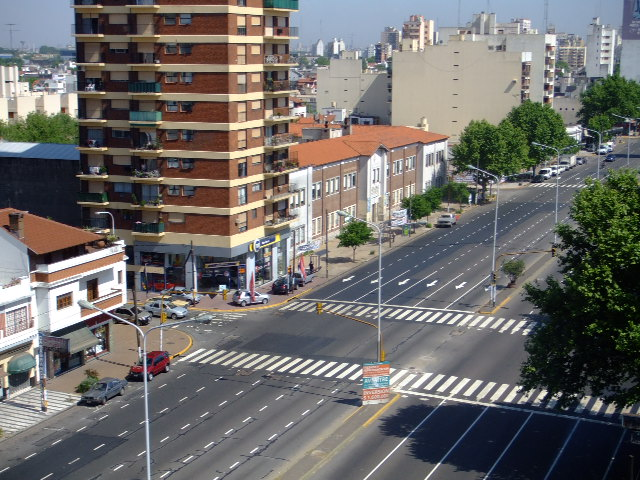
Avellaneda.
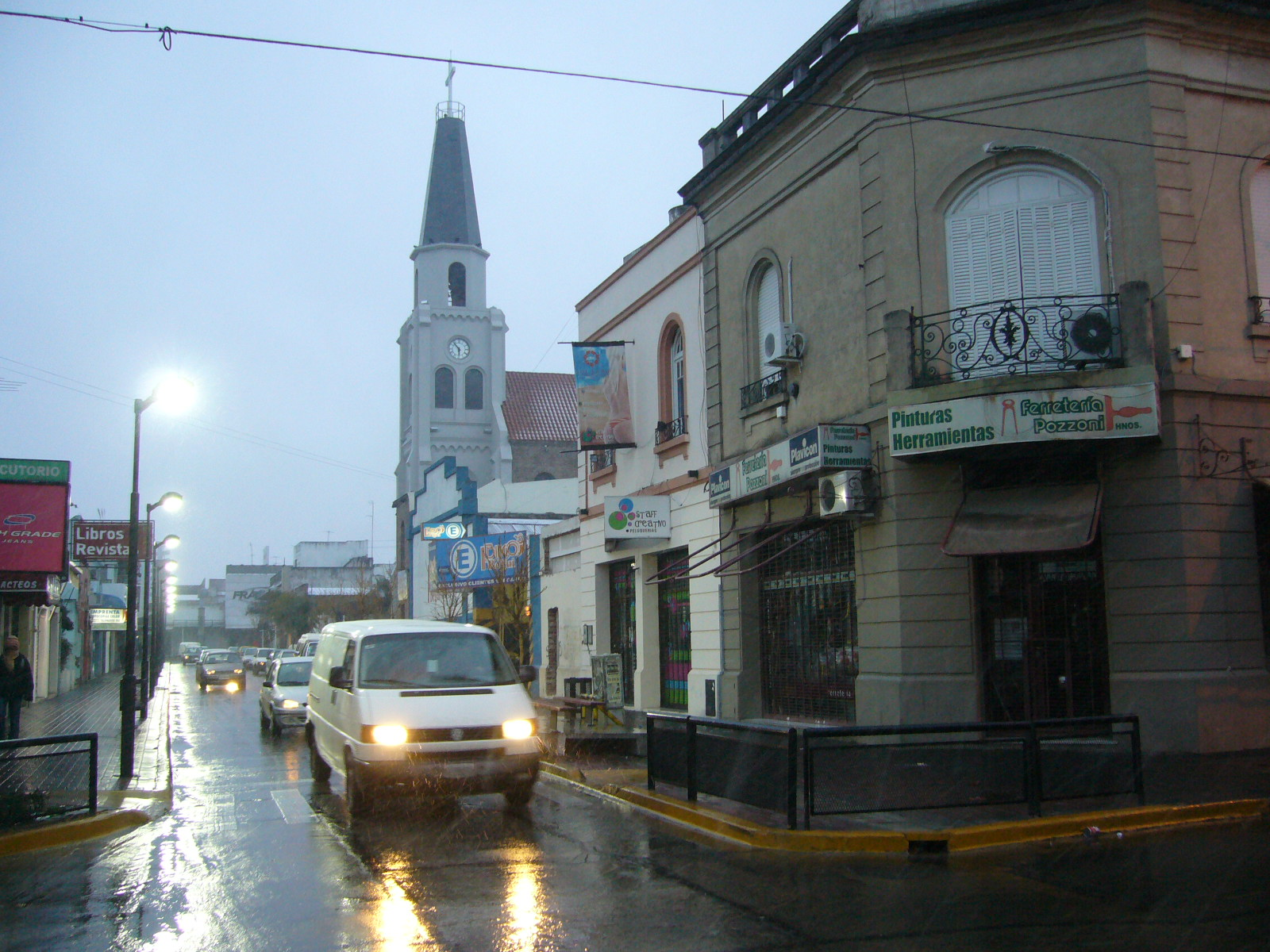
Berazategui.
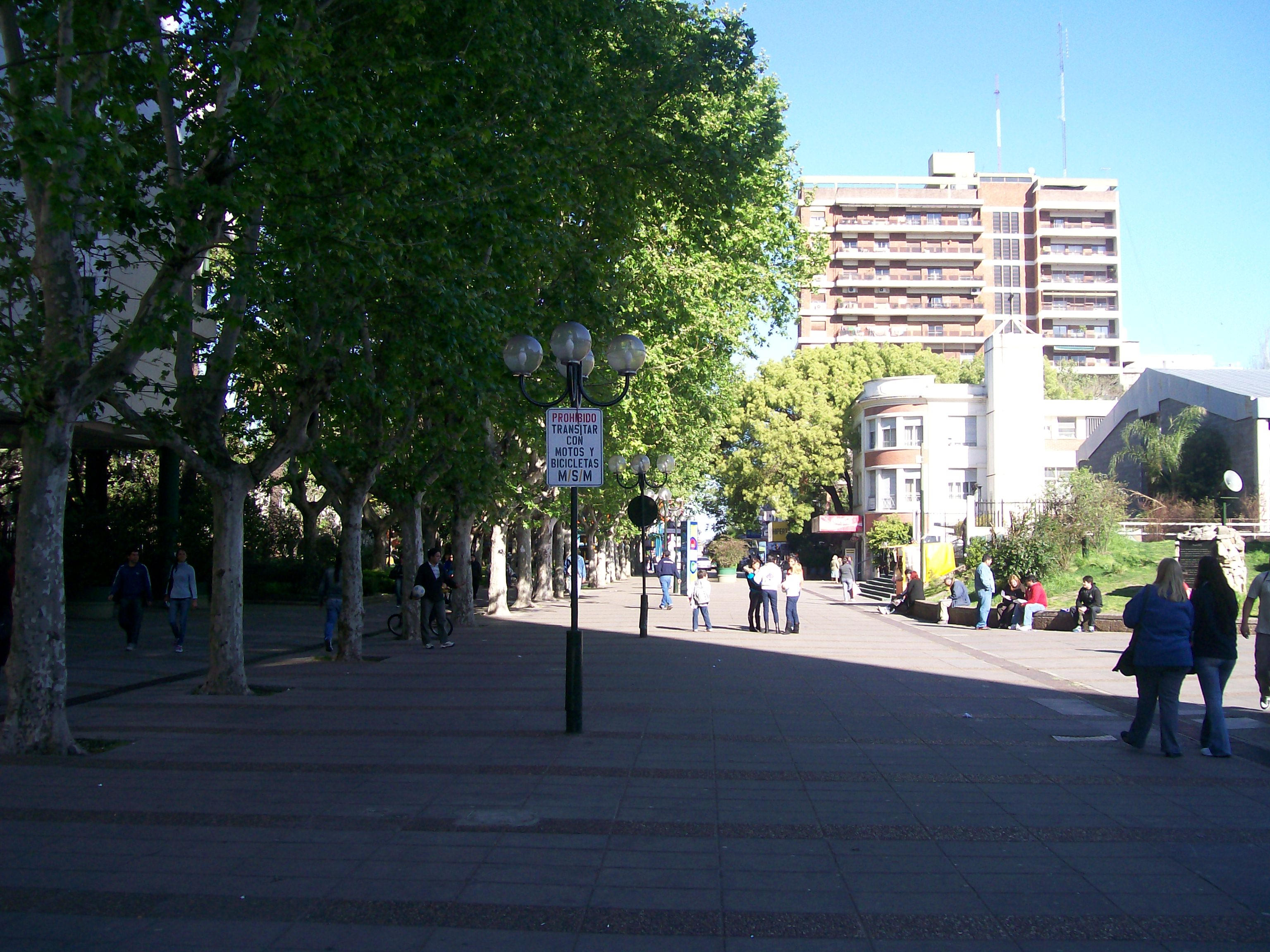
General San Martín.
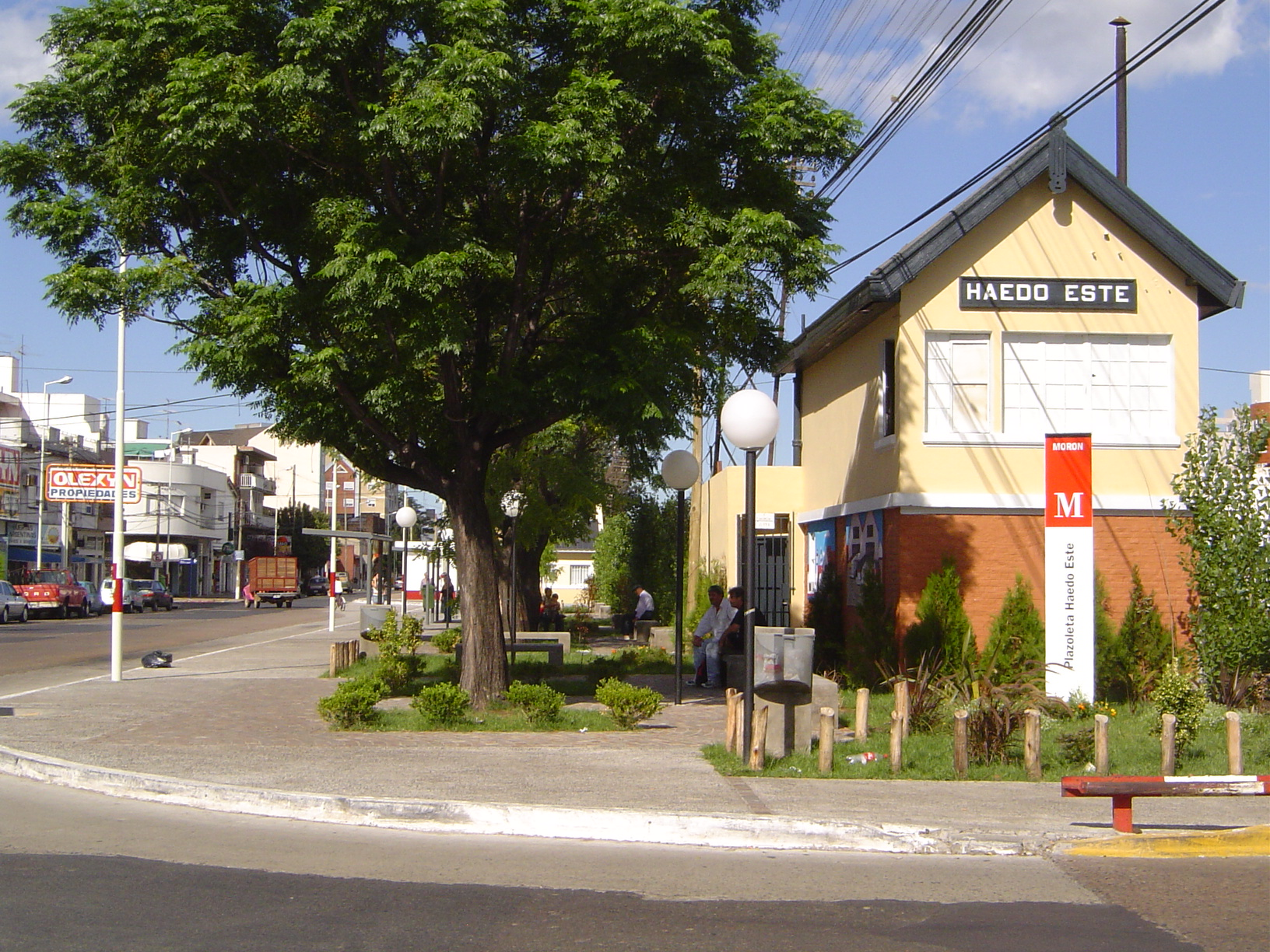
Haedo (Morón partido).
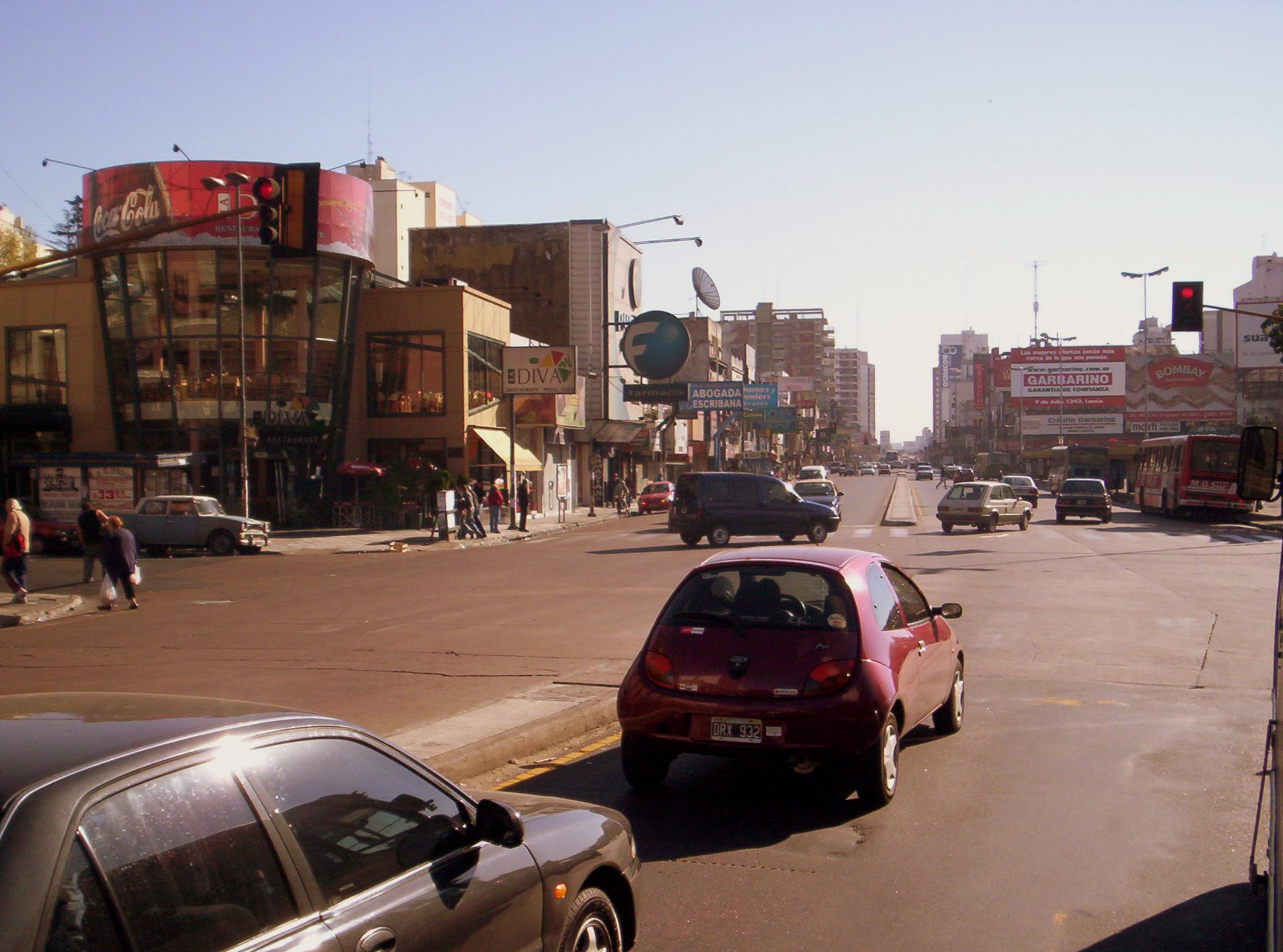
Lanús.
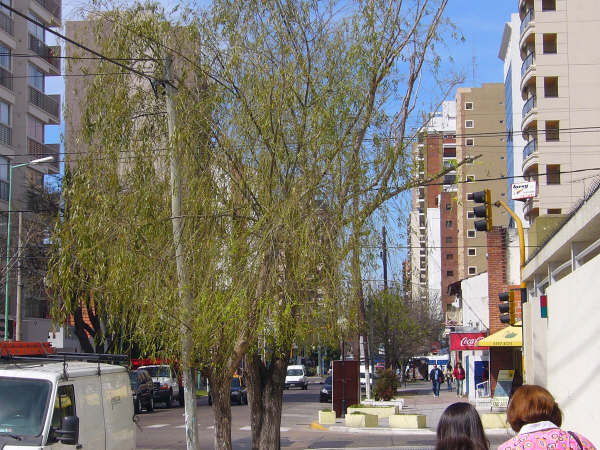
Lomas de Zamora.
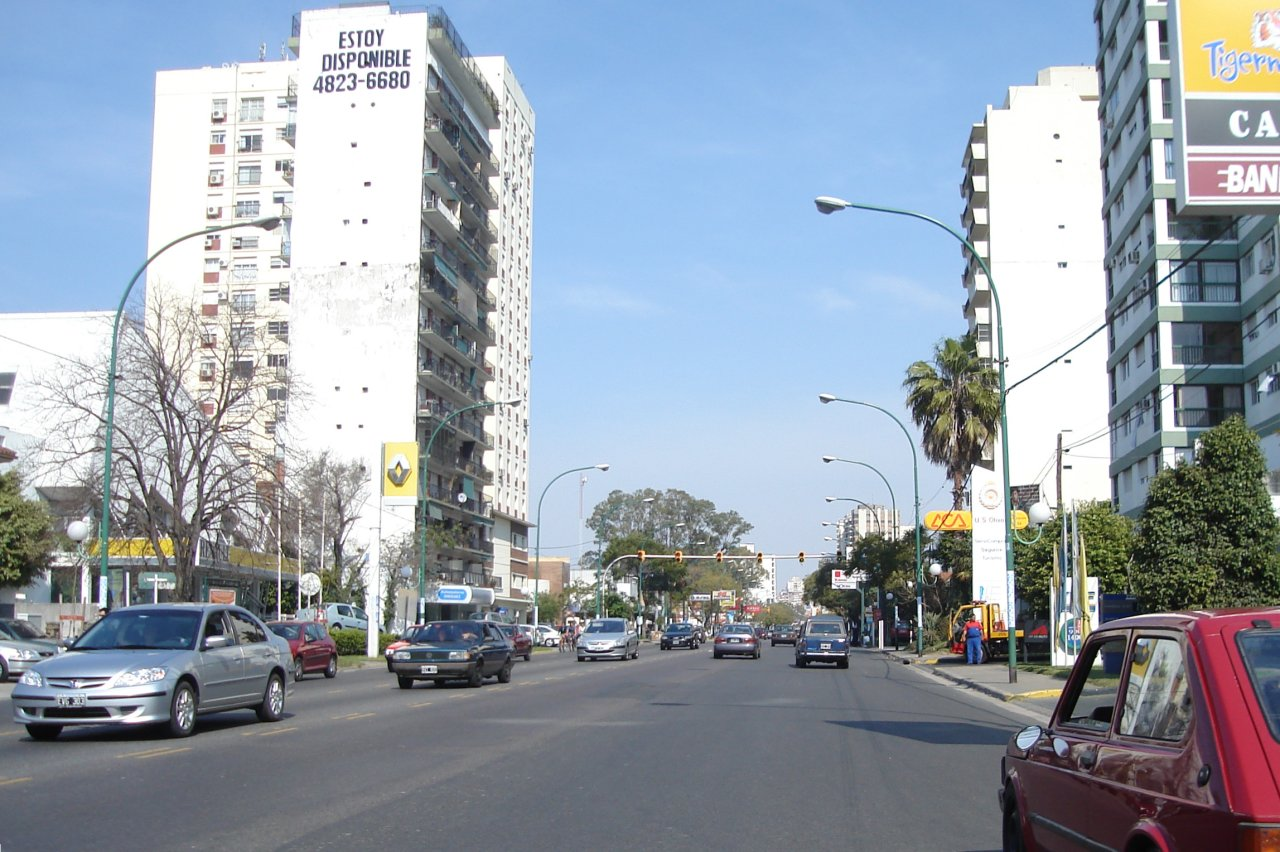
Olivos (Vicente Lopez partido).
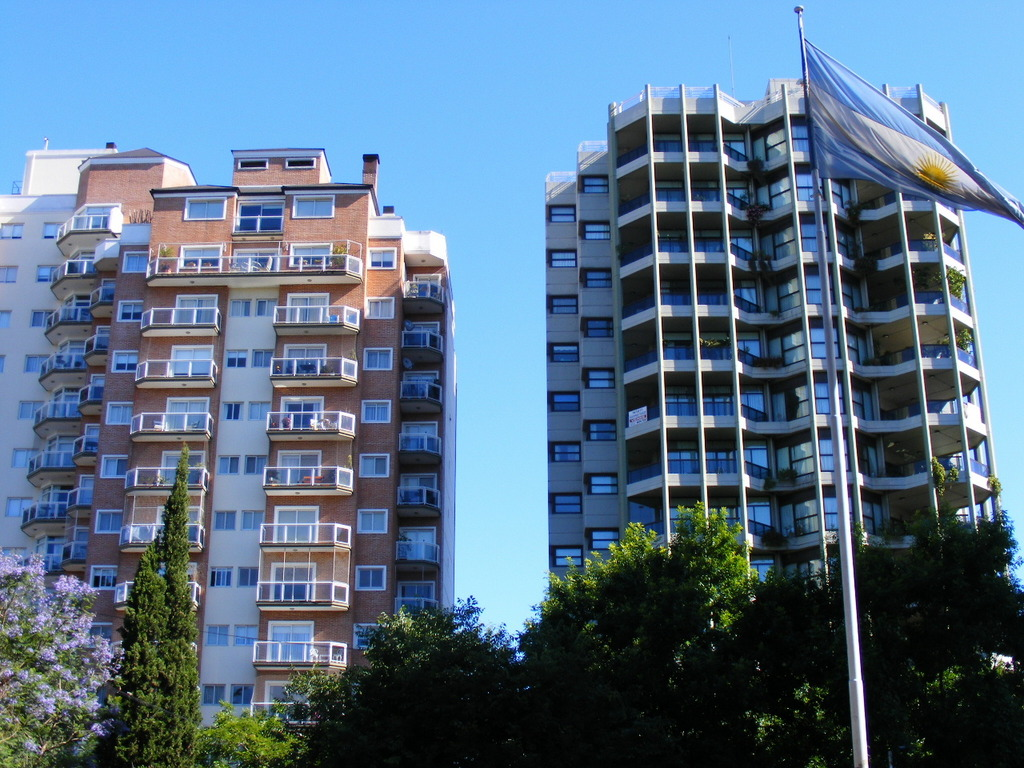
Ramos Mejía (La Matanza partido).
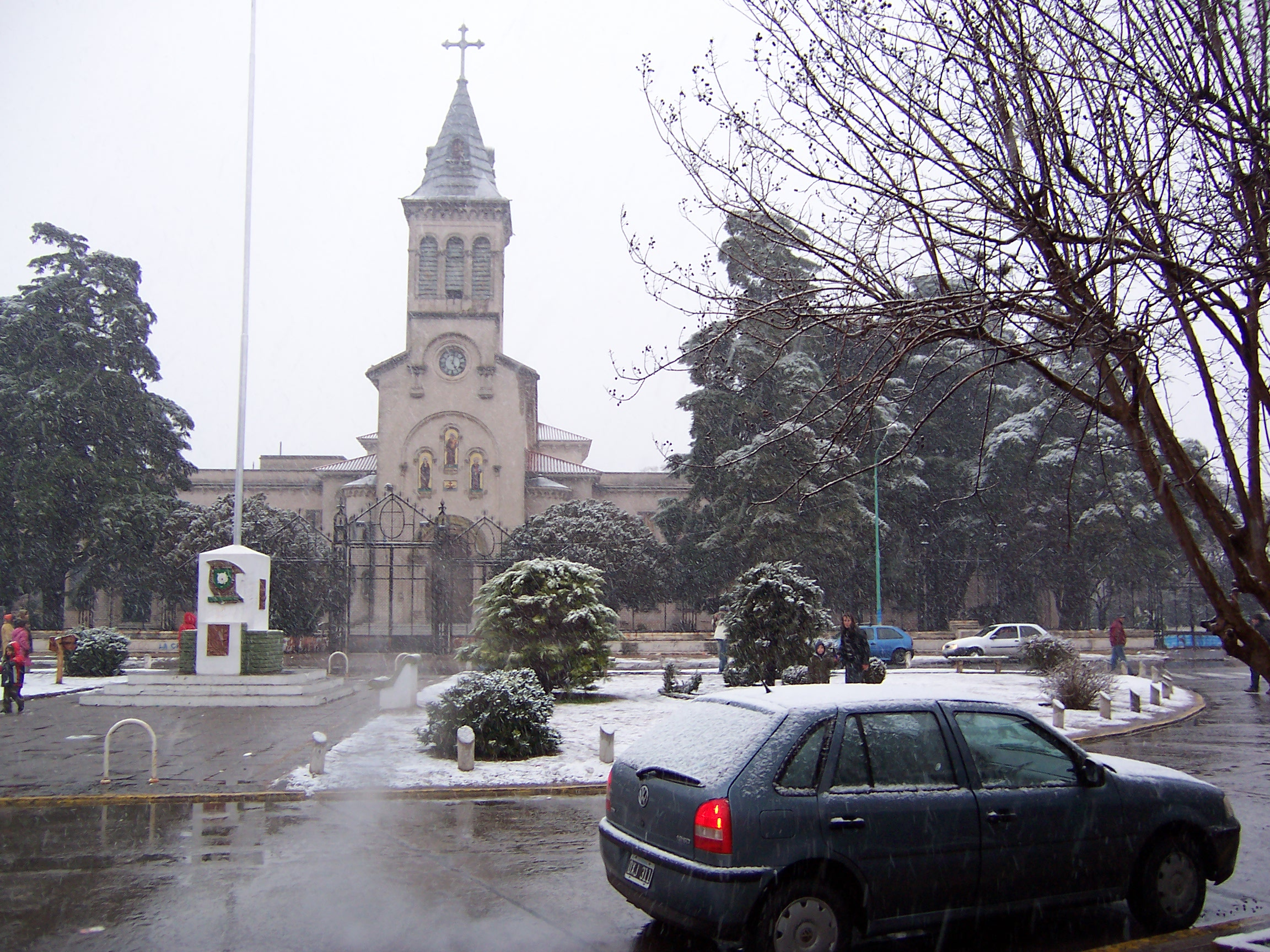
San Antonio de Padua (Merlo partido).
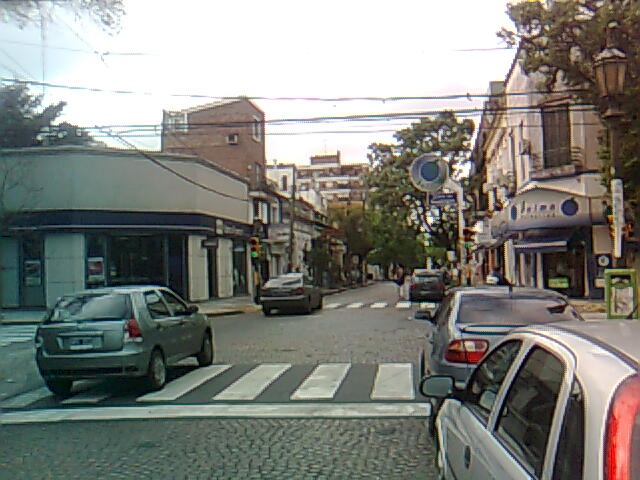
San Isidro.
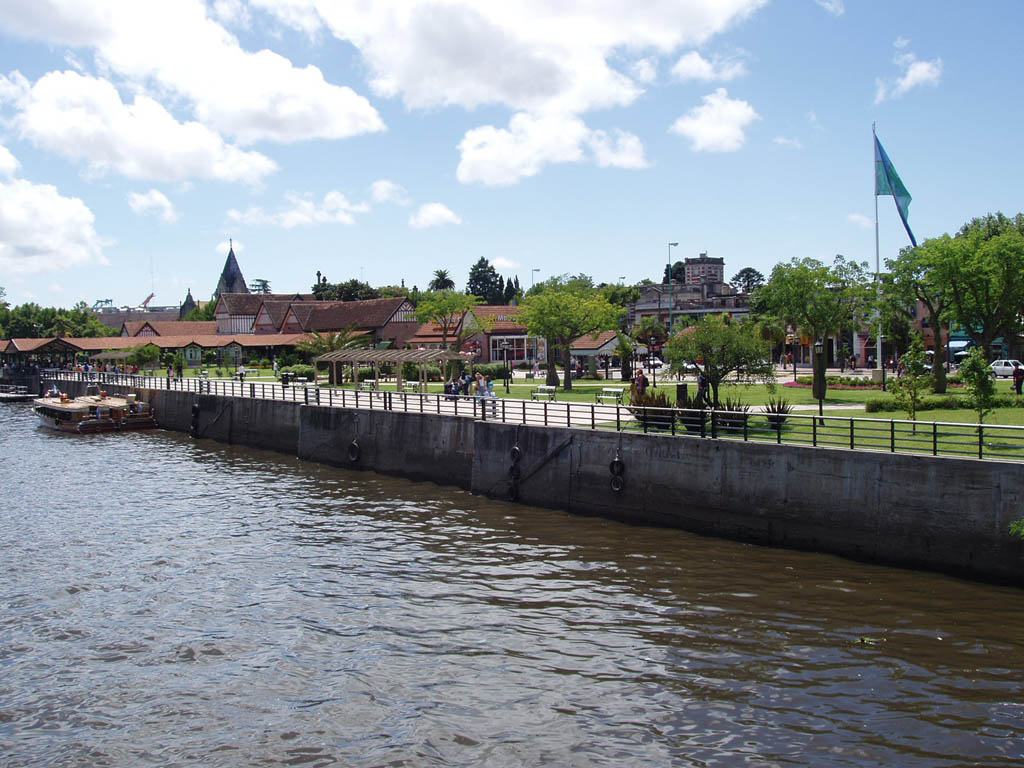
Tigre.
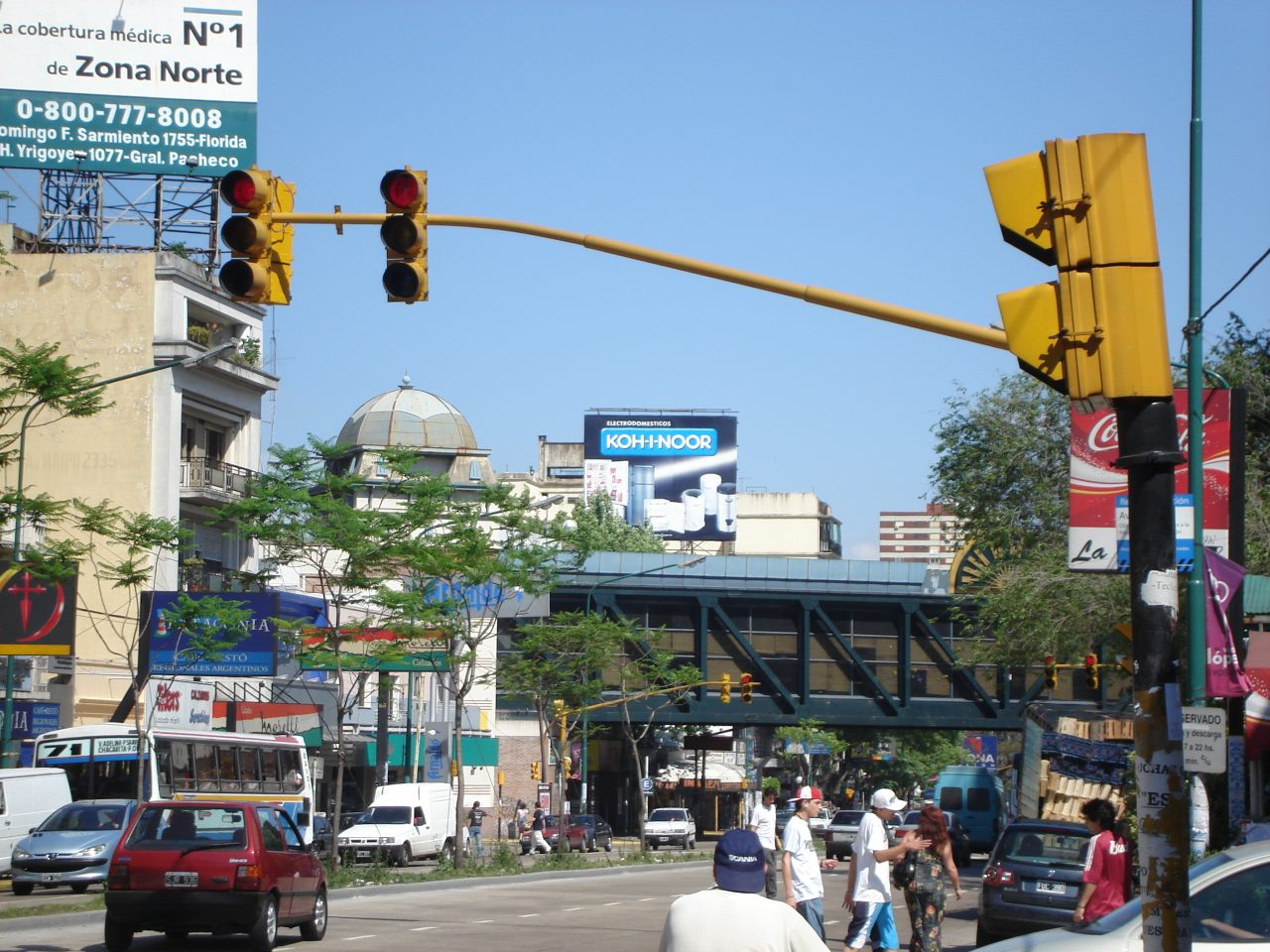
Vicente López.
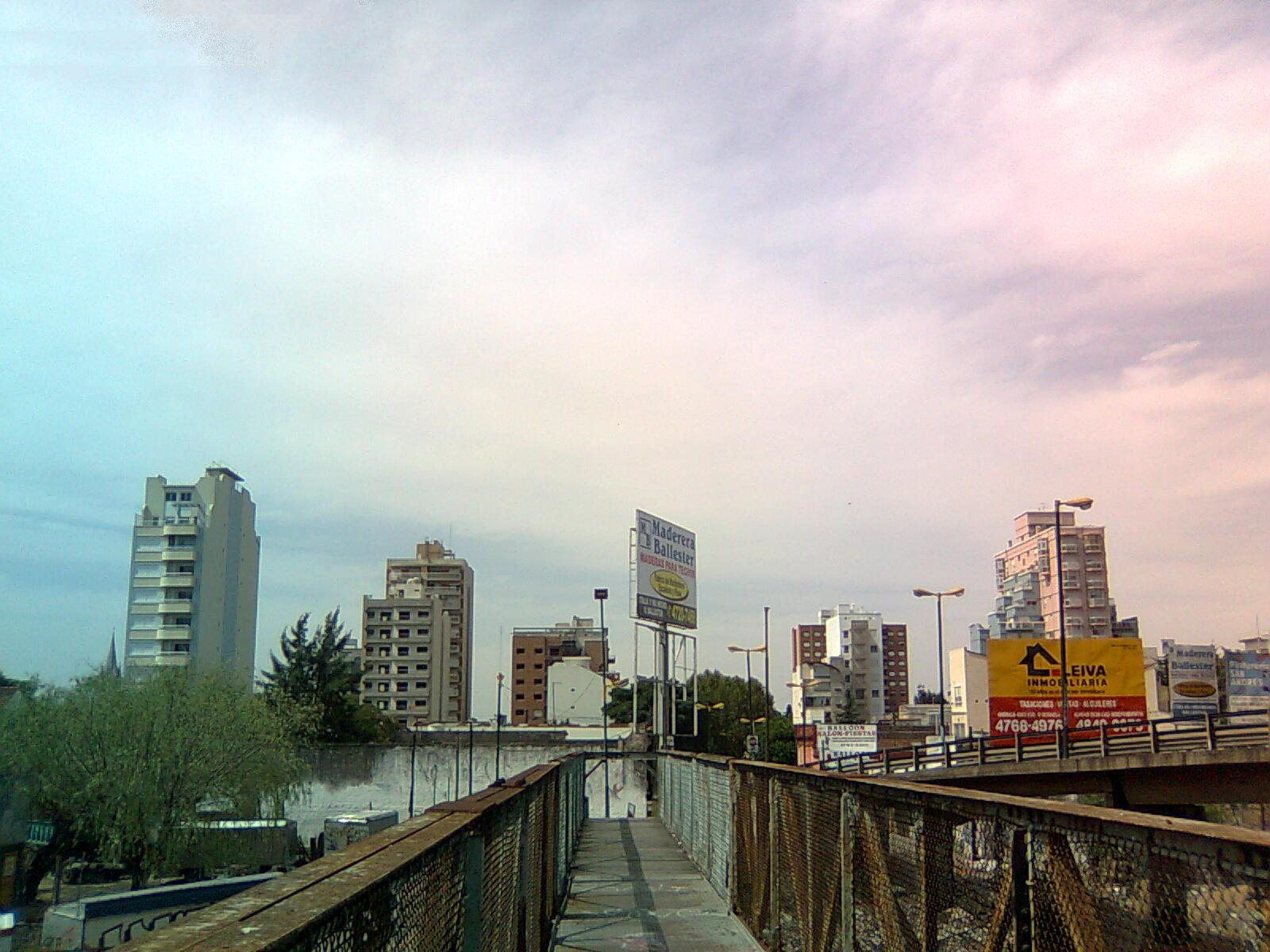
Villa Ballester (General San Martín partido).
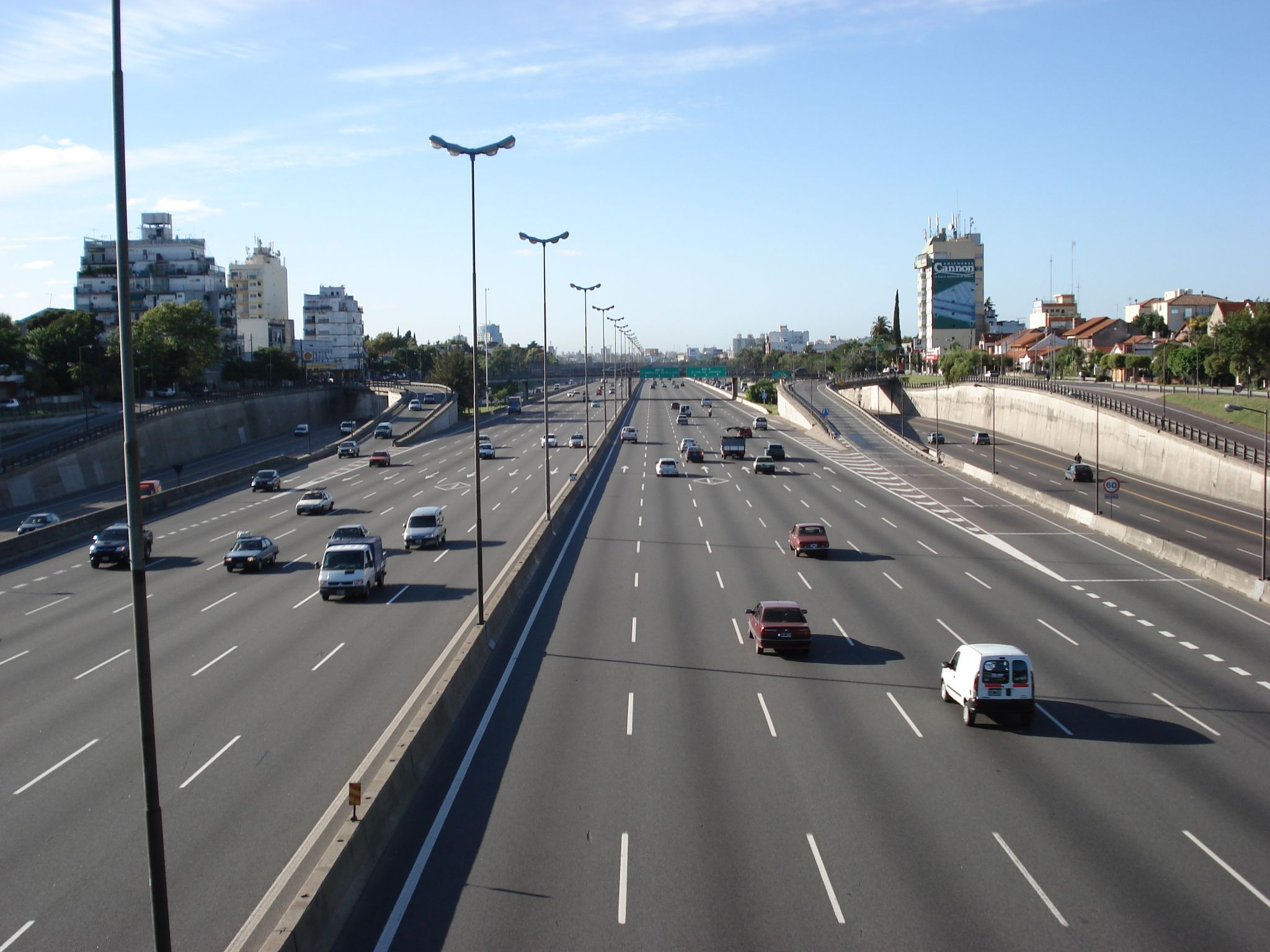
Expressway leading north from Buenos Aires, through Vicente López partido.